# Portada/article abril 6

## La Seu Vella
La Seu Vella o catedral antiga és un monument arquitectònic de la ciutat de Lleida. S'alça sobre un turó des del qual es divisa tota la ciutat, el riu Segre i gran part de l'horta de Lleida. La catedral s'ubica al centre històric de la població. S'inscriu dins de l'estil romànic, encara que les seves cobertes són de creueria ogival gòtica. Les portes de sant Berenguer, l'Anunciata i dels Fillols són una mostra de "l'escola romànica de Lleida". La catedral va ser donada per acabada quan es va realitzar el cimbori i la coberta de les naus el 1286 i va quedar enllestida totalment al segle xv, amb la construcció del campanar i l'acabament de la porta dels Apòstols.
El fenomen a Catalunya és la persistència, sobretot al nord del país, de les formes de l'art romànic fins al segle xiii, aquest fet ha donat els resultats de les estructures arquitectòniques de la catedral de Lleida, anomenant-se com un període de transició, per la qual cosa es pot definir com una catedral romànica amb la monumentalitat gòtica.